# Ivan Ritfeld
Ivan Ritfeld is een Surinaams componist, arrangeur en toetsenist. Hij componeerde de muziek voor het musicaldrama David nanga Bathseba (2015) en de film Wiren (2018). Ta faa, het winnende lied van SuriPop in 2018, werd uitgevoerd met zijn arrangement.

## Biografie
Ritfeld begeleidde in 2014 op keyboard de internationale jazzzangeres Andayoma, tijdens haar bezoek aan Paramaribo. Hij studeerde in die tijd aan het Conservatorium van Suriname en was in 2015 een van de studenten die musiceerde tijdens het muziektheaterdebuut Not affraid. In 2015 had hij de muzikale leiding over M.I.C. (Musicians in Christ) tijdens de Revival Worship Night van het Jeugdcentrum der EBGS. Daarnaast begeleidde hij Denise Jannah tijdens haar kerkentour onder de naam The Queen of Gospel (gewijd aan Mahalia Jackson) en haar Hammond Xperienz Tour in Kroatië en Slovenië.
Hij werkte meerdere keren mee als componist voor regisseur Ivan Tai-Apin, waaronder voor het musicaldrama David nanga Bathseba (2015) en de film Wiren (2018).
In 2016 debuteerde hij in SuriPop met het arrangement voor het lied Parwa busi tori in de uitvoering door Carla Lamsberg en met zang van Rachidi Sanches. Het lied bereikte de tweede plaats in de finale. Tijdens de volgende editie, SuriPop XX, arrangeerde hij Ta faa wat het winnende nummer van het festival werd. Het werd geschreven door Byciel Watsaam en gezongen door diens vrouw Lycintha met Eugene Main. In 2024 arrangeerde hij het lied Mi lobi bon van Vestiane Dixon, die met de compositie en de videoclip de eerste plaats behaalde.